# Christel Süßmann
Christel Süßmann (Pseudonym: Sabine Boehringer, * 18. Januar 1922 in Berlin; † 2012) war eine deutsche Malerin und Schriftstellerin.

## Leben
Christel Süßmann lebte in Karlsruhe. Seit den Sechzigerjahren veröffentlichte sie neben ihrer Tätigkeit als Malerin zahlreiche Kinder- und Jugendbücher, die zum Teil auch ins Englische, Französische und Niederländische übersetzt wurden. Daneben lieferte Süßmann Beiträge zu Kinderzeitschriften und für den Kinderfunk.

## Werke
- Klaus und Monika spielen, Wiesbaden 1962 (zusammen mit Sabine Lehner-Haeckel)
- Abel Babel Kupferkessel, Wiesbaden 1963 (zusammen mit Evi Kurz-Schmidt)
- Ich wünsche mir, ich wünsche mir ..., Wiesbaden 1963 (zusammen mit Irene Schreiber)
- Der kleine Hanselmann, München 1963 (unter dem Namen Sabine Boehringer, zusammen mit Kathrin Schwan)
- Michael, der kleine Mann, Stuttgart 1963 (zusammen mit Lisl Stich)
- Sieben lust'ge Kasperlpuppen, München 1963 (zusammen mit Herbert Lentz)
- Steffis Garten, Stuttgart 1964
- Viele Puppen hat Katrinchen, Stuttgart 1964 (zusammen mit Fidel Nebehosteny)
- Bauer Jensen hat ein Pferdchen, Stuttgart 1965 (zusammen mit Herbert Thiele)
- Mein Stehaufmann, Wiesbaden 1965 (zusammen mit Therese Fiberla)
- Zwei Kinder und ein Dackeltier, Stuttgart 1965
- Hallo, hier Kinderlandhausen, Stuttgart 1966
- Der kleine Esel Piccolo, Stuttgart 1966 (zusammen mit Herbert Thiele)
- Ein riesen-riesengroßer Kran, Stuttgart 1966 (zusammen mit Lisl Stich)
- Sandy und das rote Haus, Stuttgart 1966
- Sieben kleine Kätzchen, Wiesbaden 1966 (zusammen mit Rita Trapp)
- Bum und Timmi, Stuttgart 1967 (zusammen mit Herbert Thiele)
- Die kunterbunte Kinderkiste, Stuttgart 1967
- Wenn die Lok auf Reisen geht, Stuttgart 1967 (zusammen mit Lisl Stich)
- Will mein Kind heut mal nicht essen, Stuttgart 1967 (zusammen mit Edith Witt)
- Angelika schwärmt mal wieder, Göttingen 1968 (unter dem Namen Sabine Boehringer)
- Anni und ihr Schutzengel, Göttingen 1968 (unter dem Namen  Sabine Boehringer)
- Dies ist gelb und das ist rot, Stuttgart 1968 (zusammen mit Edith Witt)
- Mit sechzehn hat man Probleme, Göttingen 1968 (unter dem Namen Sabine Boehringer)
- Pitsche Pee, der kleine Wassermann, Göttingen 1968 (unter dem Namen Sabine Boehringer)
- Pitterle spielt Hänschen klein, Mainz 1968 (zusammen mit Liane Müller)
- Spielen, spielen, Mainz 1968 (zusammen mit Margret Savelsberg)
- Teenager leben aufregend, Göttingen 1968 (unter dem Namen  Sabine Boehringer)
- Will mein Kind heut mal nicht schlafen, Stuttgart 1968 (zusammen mit Edith Witt)
- Wir Hohbergkinder, Düsseldorf 1968
- Zähl mit mir, Stuttgart 1968 (zusammen mit Edith Witt)
- Kochen macht Spaß, Göttingen 1969 (unter dem Namen Sabine Boehringer)
- Wenn ich König wär, Stuttgart 1969 (zusammen mit Edith Witt)
- Kinder- und Tiergeschichten, Göttingen 1970 (unter dem Namen Sabine Boehringer)
- O diese Kicherliesen!, Göttingen 1970 (unter dem Namen Sabine Boehringer)
- Der Stern von Bethlehem, Stuttgart 1970 (zusammen mit Edith Witt)
- Vom Igel bis zum Ziegenbock, Mainz 1970 (zusammen mit Gertraud Weyrauch-Bangert)
- Der Dackel Florian und andere Tiergeschichten, Göttingen 1971 (unter dem Namen Sabine Boehringer)
- Matrose Willem, Berlin 1971
- Steffi, die kleine Gärtnerin, Göttingen 1971 (unter dem Namen Sabine Boehringer)
- Die Zwillinge, die keine waren, Stuttgart 1971
- Katrinchen weiß, wie spät es ist, Stuttgart 1972 (zusammen mit Edith Witt)
- Der kleine Feuerwehrmann, Göttingen 1972 (unter dem Namen Sabine Boehringer)
- Montag, Dienstag, Mittwoch, Donnerstag, Freitag, Sonnabend, Sonntag, München 1972 (zusammen mit Hanns Mannhart und Maria Mannhart)
- Flunkerfest bei Pete Pelleworm, Stuttgart 1973
- Flunkerjan & Tintetu, Göttingen 1973 (unter dem Namen Sabine Boehringer)
- Der Pieperich in der Rosenhecke, Berlin 1973
- Weißt du, wieviel ...?, Stuttgart 1973 (zusammen mit Aiga Rasch)
- Der glückliche Pedro, Berlin 1974
- In dem Lande Holdrio, Stuttgart 1974 (zusammen mit Aiga Rasch)
- Niko ist kein Hasenfuß, Stuttgart 1974
- Von eins bis zehn mit Fridolin, Stuttgart 1974 (zusammen mit Maureen Roffey)
- Der schlaue Kunibert und andere lustige Kindergeschichten, Göttingen 1975 (unter dem Namen Sabine Boehringer)
- Karin auf dem Fohlenhof, Stuttgart 1976
- Tommis Traumreise, Stuttgart 1976 (zusammen mit Karlheinz Groß)
- Wozu Zwillinge gut sein können, Stuttgart 1976
- Eingeschneit bis über beide Ohren, Göttingen 1977 (unter dem Namen Sabine Boehringer)
- Neue kunterbunte Kinderkiste, Stuttgart 1977
- Nessi geistert durch die Stadt, Göttingen 1978 (unter dem Namen Sabine Boehringer)
- Was raschelt da im Wald, Stuttgart 1978 (zusammen mit Günter Stubenrauch)
- Kunterbunte Weihnachtskiste, Stuttgart 1979
- Karins erste Pony-Freundschaft, Hannover 1981
- Der kleine Piepmatz, Liebling der Kinder, Göttingen 1981
- Robby und der Heuler, Bonn 1981
- Steffi, die wilde Hummel, Göttingen 1982
- Zwei fröhliche Rotschöpfe – und nichts als Streiche im Kopf, Göttingen 1983
- In dem Dorf der Babuschka, Stuttgart 1985
- Die alte Mühle, Stuttgart 1986 (zusammen mit Dorothea Schmidt)
- Die kleinen Vögel von Quirilin, Stuttgart 1991 (zusammen mit Dorothea Schmidt)
- Kunterbunte Geschichtenkiste, Remseck bei Stuttgart 1991
- Es ist was los im alten Haus, Remseck bei Stuttgart 1993